# C. W. Ceram
Kurt Wilhelm Marek, známý pod pseudonymem C. W. Ceram, (20. ledna 1915 Berlín – 12. dubna 1972 Hamburk) byl německý novinář a spisovatel. Je známý díky svému dílu v populární archeologii.
V roce 1949 napsal svoji nejslavnější knihu Bohové, hroby a učenci („Götter, Gräber und Gelehrte“), klasické dílo o historickém vývoji archeologie, vydané ve 28 jazycích s celkovým nákladem přes 5 milionů výtisků, přičemž se ještě stále vydává. Ceram sepsal poutavá vyprávění o slavných archeolozích a průzkumnících, jejich fascinujících objevech a jiných zajímavých klíčích, které otevírají dveře do minulosti, právě do tohoto „románu o archeologii“. Jeho inspirací byla slavná kniha Lovci mikrobů od Paula de Kruifa, kterého považoval za tvůrce tohoto typu literatury.
Od roku 1947 byl hlavním lektorem v nakladatelství Rowohlt. Roku 1953 se přestěhoval do USA. Jeho vdova žila až do roku 2002 v Hamburku.

## Citát
| „ | Genialita je schopnost zredukovat komplikované na jednoduché. | “ |

## Dílo
- Wir hielten Narvik, 1941

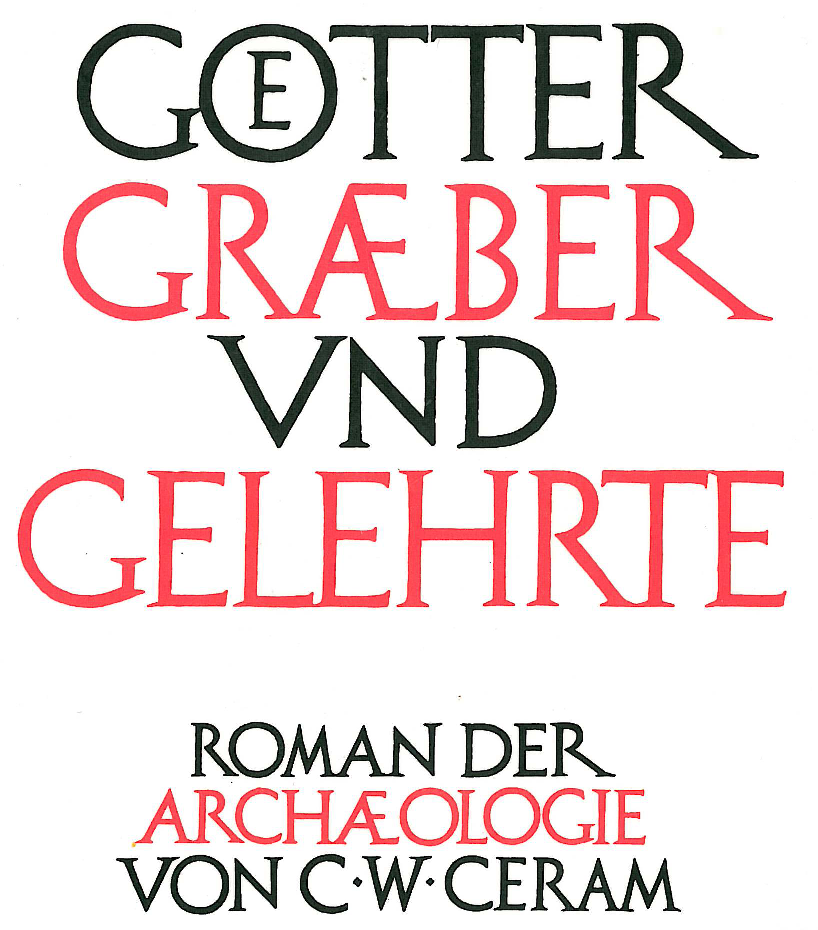
Kniha Götter, Gräber und Gelehrte im Bild

- Rote Spiegel – überall am Feind. Von den Kanonieren des Reichsmarschalls, 1943
- Götter, Gräber und Gelehrte. Roman der Archäologie, 1949, mnohokrát vydáno, později Rowohlt, Reinbek, ISBN 3-499-61136-8
- Enge Schlucht und schwarzer Berg – Die Entdeckung des Hethiterreiches, 1955
- Götter, Gräber und Gelehrte im Bild (rozšířená obrazová publikace), 1957
- Provokatorische Notizen, 1960
- Eine Archäologie des Kinos, 1965
- Ruhmestaten der Archäologie. Götter, Gräber und Gelehrte in Dokumenten, 1965, vlastní náklad
- Der erste Amerikaner, 1972, brož., Reinbek, ISBN 3-499-61172-4
- Wie zwei Weltbeststeller entstanden, 1974, společně s Hannelore Marekovou